# Congelador
 (juillet 2018).
Congelador est un groupe de rock chilien, originaire de Santiago. Formé en 1996, à l'origine comme trio composé de Rodrigo Santis (chant, guitare), Jorge Santis (batterie) et Walter Roblero (basse), il est actuellement accompagné d'Estefanía Romero-Cors (chant, claviers). Le groupe est fondateur du label Quemasucabeza.

## Biographie

### Débuts
Les origines du groupe remontent au fanzine Neutral, une publication réalisée par Rodrigo Santis et Walter Roblero, alors membres de l'Instituto Nacional General José Miguel Carrera. La publication compte trois éditions en trois années d'existence.
Plus tard, en 1996, les frères Jorge et Rodrigo Santis, en compagnie de Walter Roblero, se regroupent sous le nom de Congelador. Le 27 septembre la même année, le groupe joue son premier concert à la Discoteca Background, à l'intention de l'auteur-compositeur-interprète argentin Adrián Paoletti.
Leur première sortie date de 1998, dans la compilation musicale Pulsos à laquelle ils contribuent avec deux morceaux, Tormenta eléctrica et Purificador. Toujours en 1998, le groupe sort Congelador, son premier album. Malgré l'offre de publier leur album éponyme sous le label Luna (de Cristián Heyne) ou Combo Discos (de Pánico), le groupe opte finalement de fonder son propre label indépendant, Quemasucabeza, pour le publier. En 1999, sort Despertar. 
Avec deux albums à sa discographie, le groupe joue en soutien au groupe anglais Stereolab, le 19 août 2000, au Teatro Providencia de Santiago. Radio Universidad de Chile compile l'album Perdidos en el Espacio en 2000 qui comprend le groupe. Le 13 juillet 2001, Iceberg, leur troisième album studio, est officiellement lancé, et est totalement instrumental. Quemasucabeza publie environ 100 exemplaires, compte tenu des effets de la crise financière asiatique.

### Internationalisation
Le 13 novembre 2002, Cuatro, une compilation de faces B de leurs précédentes productions, est officiellement publiée. En outre, le guitariste Jorge Silva (membre de Nhur) rejoint le groupe. Au cours de la même année, le groupe publie son premier clip vidéo - réalisé par le chilien Jorge Olguín - du single promotionnel Volar con dios. Après quelques négociations, Cuatro est publié en octobre 2003 par le label Astro Música. L'édition digipack espagnole ne comprend pas les chansons Mario Gasc et Sacate los ojos, mais plutôt une reprise de Shoot You Down des Stones Roses, chantée par Joseph Costa de L'Altra. À des fins promotionnelles, le groupe se produit à Vigo, Santiago de Compostela, La Corogne, Valence, Barcelone et Madrid, avec La Habitación Roja.
Entre 2004 et début 2005, ils enregistrent Cordillera, leur cinquième album studio. Bien que les enregistrements aient été terminés, l'album ne sera jamais édité ou publié. En août 2005, le groupe participe à la compilation Panorama neutral, publiée par le label Quemasucabeza. Congelador joue sur scène le 1er février 2006 au Centro Cultural Matucana 100, dans le cadre de la I Encuentro Internacional de Música Actual (Première Rencontre Internationale de Musique Contemporaine) (EIMA). Ce concert devient le dernier, avant que le groupe ne se mette en pause à la fin 2008. 
En décembre 2008, le groupe annonce son retour, avec la sortie de Abrigo, son cinquième album studio, en distribution numérique. L'album fait participer Gepe en tant que deuxième batteur, qui est également apparu sur scène avec le groupe. Puisle groupe entre de nouveau en pause en 2009.

### Retour
Après une pause d'environ deux ans, le groupe annonce son retour en juillet 2011, avec la sortie de Damo Suzuki + Congelador, album enregistré en improvisation en juin 2009 au Cine Arte Normandie, en collaboration avec le japonais Damo Suzuki.
Le groupe joue de nouveau sur scène le 7 juillet 2012, dans le cadre du Ciclo Neutral de Invierno 2012 de leur label. La présentation est jouée par le guitariste Felipe Ruz (membre de Philipina Bitch), et le claviériste Estefanía Romero-Cors (qui a collaboré avec Walter Roblero dans Dormitorio).
Le 2 mars 2013, ils se produisent de nouveau en concert au Festival Neutral du Centro Cultural Gabriela Mistral, jouant leur premier album dans son intégralité.
Le groupe publie Cajón, son sixième album studio, le 29 novembre 2013, en numérique limité, via le site web de Quemasucabeza. L'album de huit morceaux est enregistré en octobre la même année au studio Raf à Cajon del Maipo. En outre, le groupe anno,ce Estefanía Romero-Cors comme quatrième membre officiel. Le 11 mars 2014, le clip de son seul single promotionnel, De lejos, est publié. Le clip, réalisé par le chilien Ginés Olivares, est nommé dans la catégorie de la vidéo Más extraño aux Berlin Music Video Awards de 2015,
Le 26 août 2016, sort Persona, leur septième album studio, en numérique. L'album, de nouveau enregistré aux studios Raf entre janvier 2015 et mai 2016, contient dix chansons et se caractérise par un son plus proche de la musique industrielle, de la dream pop et de la musique concrète. Le 12 septembre, le clip de Navegar, premier single de l'album, est publié.

## Discographie

### Albums studio
- 1998 : Congelador
- 1999 : Despertar
- 2001 : Iceberg
- 2002 : Cuatro
- 2013 : Cajón
- 2016 : Persona

### EP
- 2008 : Abrigo

### Albums live
- 2002 : Sala SCD
- 2011 : Damo Suzuki + Congelador

### Compilations
- 2005 : Panorama neutral